# Електродугова піч

Електродугова́ піч або дугова́ піч (англ. electric arc furnace, EAF) — промислова електрична піч, де метали або інші матеріали плавлять теплом електричної дуги.

## Класифікація

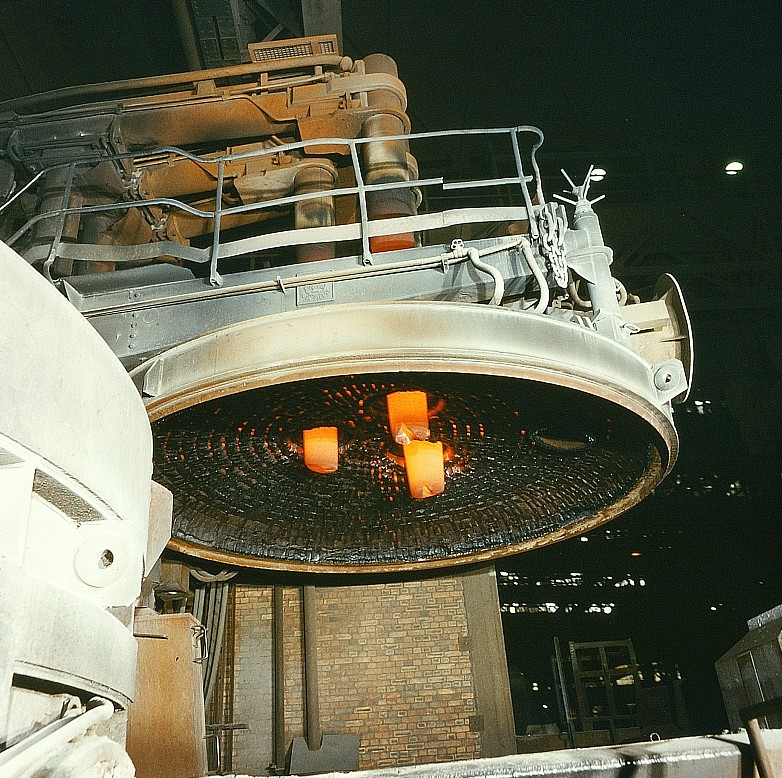
Підняте склепіння електродугової печі, у якому видно три електроди

Розрізняють дугові печі прямої дії (дуга горить між електродами та металом, що нагрівається), непрямої дії (дуга виникає між електродами на деякій віддалі від металу), а також дугові печі із закритою дугою (вона горить під шаром твердої шихти, в яку занурено електроди). Найпоширенішими є дугові печі прямої дії, де плавлять переважно сталь, і печі із закритою дугою для виплавляння кольорових сплавів; феросплавів, електрокорунду тощо. Є й вакуумні дугові печі з витрачуваним електродом (його виготовляють з металу, який підлягає переплавленню) і з електродом невитрачуваним (з вольфраму або графіту). Печі такого типу застосовують для вакуумно-дугового переплавлення металів і сплавів.

## Конструктивні особливості
Електродугова піч складається зі сталевого кожуха, який зсередини футерований вогнетривким матеріалом. У склепінні печі є отвори для трьох електродів (піч використовує трифазний струм). Електроди діаметром понад 550 мм бувають графітові або вугільні. Дно печі — чашоподібне. В стінках печі є завантажувальне вікно і випускний отвір зі зливним жолобом.
Печі прямої дії (місткістю 360–400 т) мають спеціальний механізм дозволяє нахиляти піч в бік льотки — для випуску металу, в бік завантажувального вікна — для випуску шлаку.

## Застосування
Сучасна електродугова піч є ефективною установкою для перероблювання сталевого скрапу. Застосування електродугової печі дозволяє виробляти сталь із 100%-го металобрухту при значному скороченні споживання енергії в питомих величинах (енергія на одиницю ваги), необхідної для виробництва сталі.